# Friedrich Wilhelm von Loebell
Friedrich Wilhelm von Loebell (né le 17 septembre 1855 à Lehnin, arrondissement de Zauch-Belzig et mort le 21 novembre 1931 à Brandebourg-sur-la-Havel) est un homme politique et de 1914 à 1917 ministre prussien de l'Intérieur.

## Origine et éducation
Son grand-père est le lieutenant général prussien Karl Georg von Loebell (1777-1841). Ses parents sont le major Robert Karl Hermann von Loebell (de) (1815-1905) et sa femme Friederike Wilhelmine Rosalie von Thümen (née le 16 mars 1825). Son frère Arthur (1848-1928) est un général de corps d'armée prussien et écrivain militaire.
Friedrich Wilhelm est le cinquième et le plus jeune enfant. Son père possède le manoir de Lehnin de 1846 à 1870 et vit sur le site de l'ancien monastère de Lehnin. Il est important pour le père que son fils étudie à l'école du village avec les enfants du village ; il a aussi des cours particuliers. En 1866, il étudie à l'académie de chevalerie de Brandebourg-sur-la-Havel, où il passe son Abitur.

## Carrière et travail politique
Après des études de droit à Strasbourg et à Leipzig, il entre dans le service administratif prussien. En 1885, von Loebell devient administrateur de l'arrondissement de Neuhaus-sur-l'Oste nouvellement créé. De 1889 à 1900, il est administrateur de l'arrondissement d'Havelland-de-l'Ouest. Il s'y efforce de développer l'infrastructure dans l'intérêt de l'économie, par exemple en construisant des lignes de chemin de fer. Il est le moteur de la construction du chemin de fer de la ville de Brandebourg (de), qui relie radialement cinq lignes de chemin de fer en direction de Berlin. Une locomotive est également nommée "Landrat von Loebell" en son honneur et tire le train inaugural de la ligne le 25 mars 1904. Il est président de cette société ferroviaire de 1901 à 1912 et deuxième membre du conseil d'administration de 1919 à 1929.
En 1898, von Loebell est élu député du Reichstag en représentant la circonscription de Brandebourg-sur-la-Havel-Havelland-de-l'Ouest. En 1900, il devient directeur général de la société des pompiers (de) de Brandebourg. En 1904, il rejoint la Chancellerie du Reich en tant que chargé de cours et en 1907 devient sous-secrétaire d'État sous le chancelier du Reich Bernhard von Bülow. À partir de 1909, il est haut président de la province de Brandebourg avant de se retirer dans son manoir de Brenken en 1910. De 1911 jusqu'à sa nomination au gouvernement prussien en mai 1914, il est membre du conseil de surveillance de la Deutsche Bank. De 1914 à 1917, von Loebell est ministre prussien de l'Intérieur et est responsable de l'organisation de l'administration pendant cette période de guerre. C'est dans le cadre de la politique de trêve dans l'Empire allemand pendant la Première Guerre mondiale que le ministre de l'Intérieur von Loebell promulgue le 6 janvier 1915 un décret selon lequel l'ancienne pratique consistant à considérer les sociaux-démocrates comme des ennemis de l'État et donc à ne pas les intégrer dans la fonction publique ne sera plus appliquée. À la suite de conflits au sein du gouvernement et avec l'empereur, von Loebell démissionne de son poste en 1917. De 1917 à janvier 1919, il est à nouveau président en chef de la province de Brandebourg, jusqu'à ce qu'il démissionne à la suite des événements révolutionnaires. Depuis 1919, Loebell tente à plusieurs reprises, en tant que président du Conseil des citoyens du Reich, tente à plusieurs reprises d'organiser une politique de collecte bourgeoise sous des auspices conservateurs.  Il y parvient notamment lors de l'élection présidentielle de 1925 et du référendum sur l'expropriation des princes (de) en 1926.
Friedrich Wilhelm von Loebell vit les dernières années de sa vie dans le quartier de la cathédrale de Brandebourg-sur-la-Havel, où il meurt également. Sa tombe se trouve au cimetière de Wilmersdorf à Berlin.

## Famille
Il se marie le 27 novembre 1884 à Dantzig avec Margarethe Friederike Pauline von Flottwell (née le 16 janvier 1862). Le couple a plusieurs enfants :
- Hans Joachim Hermann Robert Friedrich Wilhelm (né le 29 août 1885)
- Siegfried Arthur Maximilien (né le 19 janvier 1887)
- Friedrich Wilhelm Karl Adalbert (né le 4 août 1888)
- Dietrich Ostwand Eugen (né le 17 décembre 1889)
- Kurt Ulrich Walter Karl Max (né le 16 septembre 1892)

Après la mort de sa première femme, il se marie le 24 août 1920 à Potsdam avec sa nièce Frida von Flottwell (1895-1967). Avec elle, il a une autre fille :
- Lilla Christa Clara (née le 26 décembre 1921)

## Travaux (sélection)
- Philipp Zorn, Herbert von Berger (Schriftleitung): Deutschland unter Kaiser Wilhelm II. Hrsg. von Siegfried Körte, Friedrich Wilhelm von Loebell u. a. 3 Bände. R. Hobbing, Berlin 1914.
- Erinnerungen an die ausgehende Kaiserzeit und politischer Schriftwechsel. Herausgegeben von Peter Winzen. Droste Verlag, Düsseldorf 2016  (ISBN 978-3-7700-1633-4).